# Tristesa lluminosa
Tristesa lluminosa, per a dos nens sopranos, cor de nens i orquestra, composta per Guia Kantxeli el 1985. Es va estrenar el 9 de maig de 1985 a Leipzig amb l'Orquestra del Gewandhaus i el Cor de nens de Gewandhaus, dirigits per Kurt Masur. Utilitza textos de Galaktion Tabidze, Johann Wolfgang von Goethe, William Shakespeare i Aleksandr Puixkin (en georgià, alemany, anglès i rus). La va dedicar a Tots els infants que han estat víctimes d’una guerra i la va compondre per encàrrec de l'Orquestra del Gewandhaus de Leipzig. Té una durada d'uns 25 minuts.

## Origen i context
Aquesta obra es va crear el 1984 per encàrrec de l’Orquestra Gewandhaus amb motiu del 40è aniversari de la victòria sobre el feixisme. Contemporània de la Simfonia núm. 7, sovint es considera aquesta partitura com un dels cims de la seva creació, seguida per un període momentani d’una inspiració menor.
Kantxeli va basar la seva composició en textos originals de Tabidze, Goethe, Shakespeare i Puixkin, però no va utilitzar poemes sencers ni versos continus, sinó fragments curts i frases aïllades extretes de les obres, fins i tot parts de paraules. La mescla de textos en diverses llengües provoca que aquests perdin el seu sentit literal; prevalen les idees abstractes, les emocions i les connexions suggerides que s’amaguen dins la paraula poètica.

## Música
La major part de l’expressivitat recau en l’orquestra, que transita des de passatges suaus com una cançó de bressol fins a moments d’intensitat aterridora. Les veus són sempre serenes i llunyanes, com si fossin ecos de temps passats o esperits infantils que canten des de les seves tombes.